# HD 147225
HD 147225，又名CD-4310724，SAO 226696、HR 6085，是一颗恒星，视星等为5.88，位于銀經338.03，銀緯4.11，其B1900.0坐标为赤經16h 15m 25.8s，赤緯-43° 4.11′ 27″。